# Véronique Collard
Véronique Collard, född 9 juni 1963, är en friidrottare från Belgien. Hon deltog vid olympiska sommarspelen 1992.